# Nokeng tsa Taemane
Nokeng tsa Taemane – dawna gmina w Republice Południowej Afryki, w prowincji Gauteng, w dystrykcie Metsweding. Siedzibą administracyjną gminy było miasto Rayton.
Po zlikwidowaniu dystryktu Metsweding w 2011 roku gmina została wcielona do Tshwane.